# Wolf O'Donnell
Pour les articles homonymes, voir O'Donnell.
 (août 2025).
Motif : Y a-t-il réellement les sources et la matière pour un article séparé de Personnages de Star Fox ?
- Archive Wikiwix
- Bing
- Cairn
- DuckDuckGo
- E. Universalis
- Gallica
- Google
- G. Books
- G. News
- G. Scholar
- Persée
- Qwant
- (zh) Baidu
- (ru) Yandex
- (wd) trouver des œuvres sur Wikidata

| 1. | Préciser le motif de la pose du bandeau. | Précisez le motif de la pose du bandeau en utilisant la syntaxe suivante : {{admissibilité à vérifier\|date=août 2025\|motif=remplacez ce texte par le motif}}                      |
| 2. | Informer les utilisateurs concernés.     | Pensez à avertir le créateur de l'article, par exemple, en insérant le code ci-dessous sur sa page de discussion : {{subst:avertissement admissibilité à vérifier\|Wolf O'Donnell}} |

Wolf O'Donnell (ウルフ・オドネル, Urufu Odoneru) est un personnage de fiction apparaissant dans la série de jeux vidéo Star Fox, où il représente le chef de l'équipe Star Wolf.

## Description
Wolf est un loup gris et blanc, il porte des grandes bottes noires, il est habillé en cuir de couleur bleu foncé, il a une queue blanche et grise.
Il a également un détecteur sur l'oeil gauche, mais ne laissant aucune transparence (contrairement à celui de Fox, transparent), présupposant une blessure de guerre l'ayant laissé borgne.

## Histoire de Wolf

### AvantLylat Wars
La rivalité qui lie Fox et Wolf ne s'arrête pas à l'affrontement spatial. Lors de leur passage à l'école navale de Corneria, Wolf et Fox se disputaient la place de « premier pilote de ligne ». Quoi qu'il en soit, la disparition du père de Fox a agencé le statut du renard plus vite que celui du loup. Wolf, mis sur la touche, cherche très vite un copilote pour rivaliser avec le doublon Fox-Falco, et rencontre alors Leon Powalski, un caméléon froid et sans pitié.

### DeLylat WarsàStar Fox Command
- Andross, empereur de Venom, a besoin d'une équipe de pilotes mercenaires afin de constituer un escadron d'élite et une garde rapprochée. Il engage ainsi Wolf et Leon pour former l'équipe Star Wolf. Pigma Dengar, un vieil allié de l'empereur, est rapidement engagé, tandis qu'Andross impose le recrutement de son neveu, Andrew Oikonny. Star Wolf se verra confier pour principal objectif l'élimination de Star Fox. Andross leur a également ordonné d'assister son armée lors de la mission sur Fortuna, et de défendre la Station Bolse. Mais Star Wolf sera battue.
- Lors de l'attaque des Aparoïdes (Star Fox: Assault), Wolf et son équipe se sont retirés dans une station spatiale isolée, au milieu d'une ceinture d'astéroïdes. L'équipe Star Fox vient demander à Wolf de leur livrer Pigma. Le loup refuse d'abord et engage le combat avec ses équipiers, Leon et Panther. Une nouvelle fois battu, Wolf se refusera jusqu'au bout à coopérer, et c'est Panther qui révèle finalement la dernière position connue de Pigma. L'équipe Star Wolf est contrainte de quitter la base. Devant la menace grandissante des Aparoïdes, Wolf est contraint de s'unir avec Fox, et s'il n'oublie pas leur rivalité, il reconnait également les talents de son rival. À compter de la mission de sauvetage sur Corneria, Wolf interviendra de nombreuses fois pour aider Fox. Lors de l'assaut final sur la planète des Aparoïdes, il conduit son équipe à attirer vers eux les très nombreux ennemis aparoïdes, afin de laisser le champ libre à Fox.
- Malgré son action héroïque dans la guerre contre les aparoïdes, Wolf continuera cependant à mener de nombreuses actions illégales et missions douteuses. Il est recherché dans toute la galaxie Lylat, mais son équipe profite du déclin de Star Fox. Selon les scénarios, Wolf affronte Fox, s'allie avec lui ou lui vole la vedette.

## L'équipe Star Wolf

### Star Fox 2
L'équipe est composée de Wolf O'Donnell (leader), Pigma Dengar, Leon Powalski et le singe Algi.
Star Fox affronte les membres de l'équipe Star Wolf un par un. Algi n'apparait pas dans le mode Facile, et Wolf intervient avant l'affrontement final contre Andross.

### Lylat Wars
Il s'agit officiellement de l'équipe Star Wolf originale. L'équipe est composée de :
- Wolf O'Donnell : Leader de l'équipe. Il s'occupe personnellement de Fox lors des affrontements contre l'équipe Star Fox.
- Leon Powalski : Le second de l'équipe, et l'allié le plus fidèle de Wolf. Sa cible est Falco.
- Pigma Dengar : Un mercenaire cupide, qui a trahi par le passé son leader James McCloud. Il affronte son ancien équipier de Star Fox, Peppy.
- Andrew Oikonny : Neveu d'Andross, le plus faible de l'équipe. Sa cible est Slippy.

### Star Fox: Assault
Neuf ans se sont écoulés, l'équipe a été modifiée. Elle enregistre les départs de :
- Andrew Oikonny, qui a repris les restes de l'armée de son oncle Andross ;
- Pigma Dengar, chassé de l'équipe à la suite d'un différend d'ordre pécuniaire avec Wolf.

La nouvelle équipe Star Wolf est donc réduite à trois membres :
- Wolf O'Donnell ;
- Leon Powalski ;
- Panther Caroso : Une nouvelle recrue. Pilote très talentueux, prétentieux et volontiers séducteur.

### Star Fox Command
L'équipe ne change pas par rapport au précédent épisode. Cependant, selon les scénarios, elle enregistre l'arrivée de Krystal, n'éprouvant plus aucun sentiment pour Fox.

## Capacités au combat

### SérieStar Fox
- Plus grand, plus fort et plus résistant que Fox, Wolf est néanmoins plus lent. Il n'est pas expert dans le pilotage du landmaster.
- Wolf dispose de son propre vaisseau, le Wolfen. Les caractéristiques du Wolfen sont équivalentes à l'Arwing de Fox, sa puissance de feu étant légèrement supérieure, tandis que ses boucliers sont inférieurs. Le Wolfen II, qui apparaît dans la dernière mission sur Venom dans Lylat Wars, surpasse quant à lui l'Arwing dans tous les domaines.

### Super Smash Bros. Brawl
- Wolf est basé sur le même modèle que Fox et Falco, bien qu'une large variété de ses coups diffère de ces deux derniers. Il est globalement plus fort, bien que ses smashs soient moins puissants. Il est également plus lourd et plus lent[1].
- Son blaster (Coup spécial normal) tire des salves plus puissantes que ceux de Fox et Falco, mais la cadence de tir est faible - il ne tire qu'un coup à la fois. La griffe en son bout peut infliger des dommages supplémentaires à bout portant.
- Son attaque Flash Wolf (Coup spécial côté) propulse Wolf dans les airs. À la différence de Fox et Falco, son attaque n'est réellement puissante qu'à la fin du saut, provoquant un spike, coup envoyant l'adversaire au sol, dans une trajectoire verticale.
- Le bouclier (Coup spécial bas) rend Wolf invincible un court instant et repousse les attaques à distance.
- Son attaque Fusée Wolf (Coup spécial haut) est similaire aux attaques Fusée de Fox et Falco, bien que plus rapide à enclencher mais Wolf enchaine plus de coups.
- Le Final Smash Landmaster est plus puissant que ses deux rivaux de l'équipe Star Fox, mais dure moins longtemps.
- Il peut être débloqué via le mode Emissaire Subspatial, ou bien en exécutant 450 matchs en mode Brawl, ou encore en terminant le mode Smash Boss avec Fox ou Falco.

## Apparitions
- Lylat Wars (1997) / Star Fox 64 3D (2011)

Wolf et son équipe interviennent lors des missions de Fortuna / Fichina (selon les versions), Station Bolse et Venom.
- Star Fox: Assault (2005)

Wolf affronte Fox dans la 3e mission, puis l'aide sur Corneria et la planète des Aparoïdes. Il est également déblocable dans le mode multijoueurs, après avoir terminé le jeu sans perdre d'alliés.
- Star Fox Command (2007)

Comme de nombreux personnages du jeu, il est possible d'incarner Wolf au cours de plusieurs missions. 2 fins lui sont consacrés.
- Super Smash Bros. Brawl (2008)

Il apparaît en tant que personnage caché. Pour le débloquer, faites le mode Smash Boss en n'importe quel difficulté avec Fox ou Falco.
- Star Fox Zero (2016)
- Star Fox 2 (2017)
- Starlink: Battle for Atlas (2018)
- Super Smash Bros. Ultimate (2018)

## Sources
- Dossier Star Fox sur NintendoManiak